# Heerschap van Ramla
Het Heerschap van Ramla was een leenschap van het Koninkrijk Jeruzalem en het Graafschap van Jaffa en Ascalon tussen de Eerste en Derde Kruistocht en bestond onder andere uit de plaats Ramla.

## Geschiedenis
Gedurende de Eerste Kruistocht was de plaats verlaten door haar oorspronkelijke Islamitische bewoners. De plaats werd onder de supervisie gesteld van Robbert, de bisschop van Rouen, die ook door de kruisvaarders werd aangesteld als bisschop van Ramla en Lydda.
In eerste instantie was het gebied onderdeel van het bisdom. In 1126 veranderd het gebied echter van eigenaar veranderd en werd het toegevoegd aan het Graafschap van Jaffa. In 1134 werd Boudewijn II aangesteld als heer van het gebied. Vlak bij het heerschap lag ook het kasteel Ibelin, die op den duur ook het heerschap zouden verkrijgen. In 1187 werd het gebied echter ingenomen door Saladin. Het werd echter weer teruggewonnen naar de Derde Kruistocht, maar het zou echter nooit meer opereren als een apart heerschap.

## Heren van Ramla
- Bisschop Robert (1099 - 1102)
- Boudewijn I, slotvoogd (1102 - 1134), Heer van Ramla (1134 - 1138)
- Boudewijn II (1134 - ?)
- Hugo (ca. 1154)
- Peter (ca. 1159)
- Hugo van Ibelin (? - 1170)
- Boudewijn van Ibelin (1170 - 1186)
- Thomas van Ibelin (ca. 1188), daadwerkelijk bezit van Balian van Ibelin (1186 - 1193)
- Johannes van Ibelin (ca. 1247)